# Wasabeat
WASABEAT（ワサビート）は過去に存在したクラブミュージックを専門とした日本の有料音楽配信サービスである。2007年1月30日にサービスを開始、英語版グローバルサイト(.com)と、日本語サイト(.jp)を併設していた。BEATMAPと呼ばれるレーベル検索システムと、日本国内唯一となる無圧縮WAV形式での配信が特徴。2017年ごろにサービスの提供が終了した。

## 概要
ブラウズ・購入方法
専用のソフトウェア等を用意する必要がなく、ウェブブラウザを利用して楽曲の視聴・購入・ダウンロードを行う。サイトは全てAdobe Flashで構築されているため、対応したブラウザを利用する必要があるが、一般的なPC環境であれば利用者のOSやウェブブラウザの種類を問わない。楽曲の購入以外に関わる会員登録や音楽の試聴は一切無料。

楽曲ラインナップ
2008年11月現在、世界の約5,000のレコードレーベルから提供される約100,000曲を超える販売しており、全曲を最大約2分間のストリーミング試聴が可能。ハウスミュージックやクロスオーバー・テクノ・トランス・ヒップホップ・レゲエ等、クラブミュージックを中心としたジャンルの楽曲を販売している。日本国内では入手が難しい楽曲や、レコードショップ等でのアナログレコードのみの流通に限られてくる楽曲もマスターのデジタル音源で販売しており、既にアナログレコードでは入手不可能に近い一部の人気レコードレーベルの旧譜もデジタル音源として再発売しているものがある。また日本を初め、世界各国の著名なDJによってセレクトされたプレイリストが毎週公開されており、これらも1曲単位からで購入が可能となっている。DJによっては、そのプレイリストをそのままWASABEAT限定のロングミックスとして配信しているものもある。

楽曲フォーマット
無圧縮のWAV形式、または320kbpsのビットレートにエンコードされたMP3形式の2種類から選択が可能。またデジタル著作権管理技術 (DRM) が施されていないため、CDへの書き込み回数やポータブル音楽プレイヤーへの転送制限等は一切無い。購入した音楽ファイルはユーザーが自由に使用可能となっている。

価格帯
基本価格は1曲180円～280円。WAV形式を選択した場合は手数料として決済時に1曲当たり100円が加算される。発売日より8週間過ぎたものは発売時の設定価格より自動的に40円引きとなる。

決済方法
クレジットカード決済を初め、BitCashやウェブマネー、NET CASHといったプリペイド式の電子マネー決済が可能。またおサイフケータイ対応の携帯電話による「モバイルEdy」による支払いや、NTTドコモの携帯電話料金との同時支払いとなる「ドコモケータイ払い」などにも対応し、様々な決済方法から選択できる。その他、国際的な決済サービスであるPayPalにも対応しており、英語版サイトはクレジットカードとPayPalの2種類から選択可能となっている。

BEATMAP（ビートマップ）
BEATMAPと呼ばれる世界地図を用いたレーベル検索システムを導入しており、ユーザーが自由に世界地図を動かし、音楽レーベルの所在地からレーベルを検索することができる。主要な国には都市別で選択が可能となっている他、レーベル数に応じて世界地図の色が濃淡で区別され、レーベル数が多い国程表示されるオレンジ色が濃く変化する。

WASAPLAYER（ワサプレイヤー）
WASABEATで販売される楽曲をウェブサイト上で再生可能にするブログパーツ。ユーザー登録は不要で利用料金も無料。リリース（アルバム）1枚単位からレーベルやアーティストの配信全楽曲、DJのプレイリストなどを、ユーザーが自由に音楽をセレクトしプレイヤーに組み込むことが可能。出力されるHTMLコードは縦横380ピクセルの大サイズと、縦380ピクセル×横190ピクセルの2種類から選択可能で、ブログやMyspaceといったサイトでの利用を推奨している。2007年冬には1曲単位から楽曲のセレクトが可能となるオリジナルプレイリスト機能も追加予定と発表されている。